# Sound of the Republic
Sound of the Republic è il quarto album in studio del gruppo hardcore punk svedese Raised Fist, pubblicato nel 2006.

## Tracce
1. You Ignore Them All – 3:32
2. Perfectly Broken – 3:11
3. Sunlight – 3:01
4. Sound of the Republic – 2:52
5. Killing It – 3:27
6. Back – 2:35
7. Hertz Island Escapades – 2:40
8. Some of These Times – 3:36
9. Nation of Incomplete – 2:23
10. And Then They Run – 3:38
11. Bleed Under My Pen – 2:27
12. Time Will Let You Go; All Alone, I Break – 3:55

## Formazione
- Marco Eronen - chitarra
- Daniel Holmberg - chitarra
- Matte Modin - batteria
- Andreas "Josse" Johansson - basso
- Alexander "Alle" Hagman - voce